# Hrabstwo Schuyler (Missouri)
Hrabstwo Schuyler (ang. Schuyler County) – hrabstwo w północnej części stanu Missouri w Stanach Zjednoczonych. Obszar całkowity hrabstwa obejmuje powierzchnię 308,16 mil2 (798 km²). Według danych z 2010 r. hrabstwo miało 4 431 mieszkańców. Hrabstwo powstało 14 lutego 1845 roku i nosi imię Philipa Schuylera - generała, delegata na Kongres Kontynentalny oraz senatora stanu Nowy Jork.

## Sąsiednie hrabstwa
- Hrabstwo Appanoose (Iowa) (północny zachód)
- Hrabstwo Davis (Iowa) (północny wschód)
- Hrabstwo Scotland (wschód)
- Hrabstwo Adair (południe)
- Hrabstwo Putnam (zachód)

## Miasta
- Downing
- Glenwood (wieś)
- Greentop
- Lancaster
- Queen City